# Zermatt
Zermatt (tyskt uttal: [t͡sɛʁˈmat]

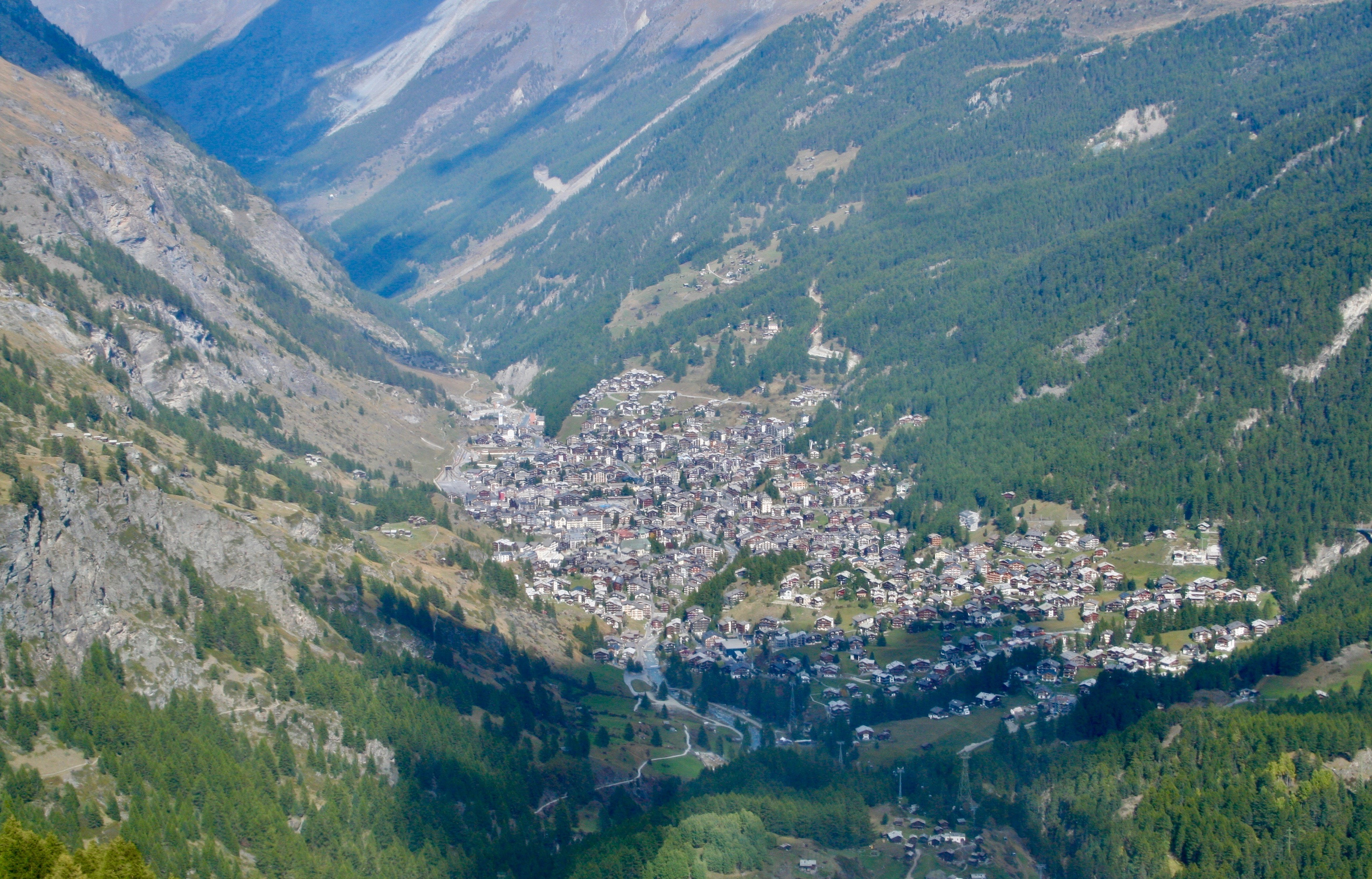
Vy över Zermatt.

 ( lyssna), äldre franskt namn: Praborgne) är en ort och kommun i distriktet Visp i kantonen Valais i Schweiz. Kommunen har 6 023 invånare (2023). Det är en klassisk skid- och klättringsort i Alperna.

## Historia
Orten omnämndes för första gången år 1280 som Pratobornum. Cirka 200 år senare, 1495 omnämns platsen som Zer Matt. Den var en obetydlig plats i en avlägsen dalgång, fram till 1830-talet då turismen inleddes med engelsmän som kom för att bestiga Matterhorn och andra toppar i omgivningen. När järnvägslinjen elektrifierades 1928 och samtidigt öppnade för trafik året runt började orten bli attraktiv för turister även under vintersäsongen. Under hela 1900-talet byggdes infrastrukturen ut och antalet sängplatser ökade stadigt.
Anni-Frid Lyngstad är växelvis bosatt i Zermatt och i Valldemosa på Mallorca.

## Geografi
Zermatt ligger vid foten av Matterhorn i Mattertal på drygt 1 600 meters höjd. Orten omgärdas av flera bergstoppar belägna 4 000 meter över havet. Bland dessa finns Monte Rosa (4 634 m ö.h.), Schweiz högsta och Alpernas näst högsta berg, samt Matterhorn (4 478 m ö.h.) som finns avbildat på Toblerone-förpackningarna.
Kommunen Zermatt har en yta om 242,91 km². Av denna areal används 22,74 km² (9,4 %) för jordbruksändamål och 11,26 km² (4,6 %) utgörs av skogsmark. Av resten utgörs 2,02 km² (0,8 %) av bostäder och infrastruktur, medan 206,91 km² (85,2 %) är impediment.

## Ekonomi och infrastruktur

### Turism
Zermatt är en av Schweiz mest besökta turistorter och det är en viktig utgångspunkt för vandringsleder och vintersport. Flera kabin- och kuggstångsbanor leder upp till bergstopparna runt omkring, högst når banan till Klein Matterhorn (3 884 m ö.h.). Systemen är sammanbygga med de italienska grannbyarna Breuil-Cervinia och Valtournenche och har över 300 kilometer pister. I Zermatt finns Alpernas största sommarskidåkning på Klein Matterhorns glaciärer.
Zermatt ligger på vandringsleden Route 27, "Swiss Tour Monte Rosa". Etapperna norrut kallas också Europaweg och leder via världens längsta hängbro för fotgängare, Charles Kuonen Hängebrücke, och Europahütte till Grächen.

### Transporter
Zermatt är ett bilfritt område och saknar öppen vägförbindelse för privatpersoner de sista 6 kilometerna från Täsch. Orten är slutstation på den smalspåriga järnvägen Matterhorn Gotthard Bahn som går från Brig i Rhônedalen. Med tågförbindelsen Glaciärexpressen går det att resa från Zermatt över Oberalppass ända in i kantonen Graubünden till Sankt Moritz.

## Demografi
Kommunen Zermatt har en permanent befolkning på 6 023 invånare (2023). Därtill tillkommer över 29 000 tillgängliga bäddar i hotell, stugor och hyreslägenheter (2010).
En majoritet (70,9 %) av invånarna är tyskspråkiga (2014). En franskspråkig minoritet på 4,8 % och en italienskspråkig minoritet på 5,6 % lever i kommunen. 71,8 % är katoliker, 10,7 % är reformert kristna och 17,5 % tillhör en annan trosinriktning eller saknar en religiös tillhörighet (2014).